# 连续介质力学
连续介质力学（Continuum mechanics）又称连续体力学，是物理学、特别的是力学当中的一个分支，是处理包括固体和流体在内的所谓“连续介质”（continuous medium）或“连续体”（continuum，台湾也简称连体）宏观性质的力学，由法国数学家奧古斯丁·路易·柯西在19世纪提出。

## 基本假设
连续介质力学的最基本假设是“连续介质假设”：即认为真实的流体和固体，可以近似看作连续的、充满全空间的介质组成，各部分间无空隙（pore or empty）存在，物质的宏观性质依然受牛顿力学的支配。此外，描述此介质各物理量所引用的数学函数，也均为连续函数。
此基本假设忽略物质的具体微观结构（对固体和液体微观结构研究，属于凝聚态物理学的范畴），而用一组偏微分方程来表达宏观物理量（如质量，速度，压力等）。这些方程包括：本构方程（constitutive equation，也称物性方程，描述介质性质的方程），和基本的物理定律（如质量守恒定律，动量守恒定律等）。连续介质力学排除了微观及宏观宇宙，只适用于一般工程科学的中等尺寸材料或对象，并不适用于：分子碰撞、原子内部、星体间等之力学分析。

## 研究对象
- 固体：固体不受外力时，具有确定的形状。固体包括不可变形的刚体和可变形固体。刚体在一般力学中的刚体力学研究；连续介质力学中的固体力学则研究可变形固体在应力，应变等外界因素作用下的变化规律，主要包括弹性和塑性问题。
  - 弹性：应力作用后，可恢复到原来的形状。
  - 塑性：应力作用后，不能恢复到原来的形状，发生永久形变。
- 流体：流体包括液体和气体，无确定形状，可流动。经典流体最重要的性质是黏性（viscosity，经典流体对由剪切力引起的形变的抵抗力，无黏性的理想气体和量子流体，不属于经典流体力学的研究范围）。从理论研究的角度，经典流体常被分为牛顿流体和非牛顿流体。
  - 牛顿流体：满足牛顿黏性定律的流体，比如水和空气。
  - 非牛顿流体：不满足牛顿黏性定律的流体，介乎于固体和牛顿流体之间的物质形态。

## 主要分支学科
| 连续介质力学：研究連續介質的物理學 | 固體力學：研究固體連續介質（不受力時有固定的形狀）的物理學 | 彈性理論：其固體在受到應力作用後，會恢復原來的形狀 | 彈性理論：其固體在受到應力作用後，會恢復原來的形狀 |
| 连续介质力学：研究連續介質的物理學 | 固體力學：研究固體連續介質（不受力時有固定的形狀）的物理學 | 塑性理論：固體在受到相當大的應力後，產生的永久變形 | 流變學：研究在外力作用下，物體的變形和流動         |
| 连续介质力学：研究連續介質的物理學 | 流体力学：研究流體連續介質（其形狀隨容器而變化）的物理學   | 非牛頓流體                                         | 流變學：研究在外力作用下，物體的變形和流動         |
| 连续介质力学：研究連續介質的物理學 | 流体力学：研究流體連續介質（其形狀隨容器而變化）的物理學   | 牛頓流體                                           |                                                    |

基本分支学科：
- 固体力学
  - 弹性力学
  - 塑性力学
  - 损伤力学
  - 断裂力学
  - 接触力学
- 流体力学
  - 流体静力学
  - 流体运动学
  - 流体动力学

应用分支学科和交叉学科：
- 材料力学
- 结构力学
- 爆炸力学
- 空气动力学
- 等离子体动力学
- 磁流体动力学